# CACNG3
CACNG3 (англ. Calcium voltage-gated channel auxiliary subunit gamma 3) – білок, який кодується однойменним геном, розташованим у людей на короткому плечі 16-ї хромосоми. Довжина поліпептидного ланцюга білка становить 315 амінокислот, а молекулярна маса — 35 549.
| 10         |  | 20         |  | 30         |  | 40         |  | 50         |
| ---------- |  | ---------- |  | ---------- |  | ---------- |  | ---------- |
| MRMCDRGIQM |  | LITTVGAFAA |  | FSLMTIAVGT |  | DYWLYSRGVC |  | RTKSTSDNET |
| SRKNEEVMTH |  | SGLWRTCCLE |  | GAFRGVCKKI |  | DHFPEDADYE |  | QDTAEYLLRA |
| VRASSVFPIL |  | SVTLLFFGGL |  | CVAASEFHRS |  | RHNVILSAGI |  | FFVSAGLSNI |
| IGIIVYISAN |  | AGDPGQRDSK |  | KSYSYGWSFY |  | FGAFSFIIAE |  | IVGVVAVHIY |
| IEKHQQLRAK |  | SHSEFLKKST |  | FARLPPYRYR |  | FRRRSSSRST |  | EPRSRDLSPI |
| SKGFHTIPST |  | DISMFTLSRD |  | PSKITMGTLL |  | NSDRDHAFLQ |  | FHNSTPKEFK |
| ESLHNNPANR |  | RTTPV      |  |            |  |            |  |            |

A: Аланін

C: Цистеїн

D: Аспарагінова кислота

E: Глутамінова кислота

F: Фенілаланін

G: Гліцин

H: Гістидин

I: Ізолейцин

K: Лізин

L: Лейцин

M: Метіонін

N: Аспарагін

P: Пролін

Q: Глутамін

R: Аргінін

S: Серин

T: Треонін

V: Валін

W: Триптофан

Кодований геном білок за функціями належить до іонних каналів, потенціалзалежних каналів, фосфопротеїнів. 
Задіяний у таких біологічних процесах, як транспорт іонів, транспорт, транспорт кальцію. 
Білок має сайт для зв'язування з іоном кальцію. 
Локалізований у мембрані.